# طائر بينو

الإله بينو يرتدي تاج أتف

بينو /ˈbɛnuː/ هو معبود مصري قديم مرتبط بالشمس والخلق والبعث. ربما كان مصدر الإلهام الأصلي لأساطير طائر الفينيق التي تطورت في الأساطير اليونانية.

## الاسم
فيما يتعلق بالفعل وبن، والذي يعني «الارتفاع» أو «الارتفاع في التألق» أو «التألق» بالإضافة إلى بن بن، فإن الحجر المقدس في أون، يصف بينو الطائر الذي كان مهمًا معبود الطيور. في الأصل من جمعيات الطاقة الشمسية، أصبح طائر بينو مرتبطًا بثلاثة آلهة مهمة تتكون من أتوم ورع وأوزوريس.

## الأدوار
وفقًا للأساطير المصرية، كان بينو مخلوقًا ذاتيًا قيل أنه لعب دورًا في خلق العالم. قيل أنه كان با (أي روح ) من رع وقد أتاح الأعمال الإبداعية لأتوم. قيل أن المعبود طار فوق مياه نون التي كانت موجودة قبل الخلق، وهبط على صخرة وأصدر دعوة تحدد طبيعة الخلق. كان أيضًا رمزًا للولادة الجديدة، وبالتالي كان مرتبطًا بأوزوريس.
ومن ألقاب بينو: «من جاء إلى الوجود بذاته»،  و «رب الأعياد»؛ يشير اللقب الأخير إلى الاعتقاد بأن بينو يجدد نفسه بشكل دوري مثلما كان يُعتقد أن الشمس تفعل ذلك بظهورها دوما في الصباح.
تم تصوير الطائر بينو بشكل متكرر في المقالات القصيرة لكتب العالم السفلي وكذلك على تمائم القلب وغيرها من الأشياء، لا سيما تلك ذات الطبيعة الجنائزية. عندما يتم نحته على ظهر جعران القلب ودفنه مع الموتى، فإنه يمثل رمزًا للولادة الجديدة المتوقعة في العالم السفلي ، ويضمن أن القلب لا يفشل في حساب الأعمال الدنيوية في قاعة الحقيقة (حيث يمثل أمام 40 قاضيا للحساب في الآخرة). توجد في كتاب الموتى صيغ لتحويل المتوفى إلى بينو العظيم. وهنا يقول المتوفى: «أنا بينو، روح رع ، ومرشد الآلهة في الـ "دوات" (أي الآخرة)». في آية أخرى يقول: «أنا طاهر. طهاري هو نقاء بينو العظيم الذي في مدينة سوتن-هينن».

## تصويره
| G31 | \| \| | G32 |
|     |       |     |

|  |

| G31 | \| \| | G32 |
|     |       |     |

|  |

تشير نصوص الأهرام، التي تعود إلى المملكة المصرية القديمة، إلى الذعرة الصفراء كرمز لأتوم، وربما كان الشكل الأصلي لبينو.
وبحلول الفترة المتأخرة في مصر، تم استخدام العلامة الهيروغليفية التي تصور الطائر لكتابة اسم معبود الشمس هذا. خلال عصر المملكة المصرية الوسطى، قيل أن بينو رع كانت الوسيلة التي ظهر بها أتوم في المياه البدائية.
يُظهر العمل الفني في المملكة المصرية الحديثة بينو على أنه بلشون رمادي ضخم بمنقار طويل وشعار ذي ريشتين. أحيانًا يُصوَّر بينو كما لو كان جالسًا على حجر بن بن (يمثل رع واسم الحجر العلوي لهرم) أو في شجرة صفصاف (تمثل أوزوريس). بسبب ارتباطه بأوزوريس، يرتدي بينو أحيانًا تاج أتف، بدلاً من قرص الشمس.

## نموذج حيواني ممكن
في الأزمنة الحديثة نسبيًا، عاشت أنواع كبيرة من بلشون رمادي، انقرضت الآن، في شبه الجزيرة العربية. تشترك في العديد من الخصائص مع بينو. ربما كان الحيوان الذي صاغ المصريون القدماء بينو خلال عصر الإمبراطورية المصرية.

## العبادة

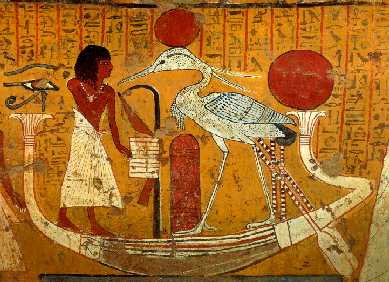
رسم مصري قديم على ورق بردي للمعبود بينو مرتدياً قرص الشمس

مثل أتوم و رع، ربما كان البينو يُعبد في مركز عبادته في أون (عاصمة مصر القديمة ، حاليا عين شمس). يظهر المعبود أيضًا على تمائم الجعران الجنائزية كرمز للولادة الجديدة.

## اتصال مع طائر الفينيق اليوناني
كتب المؤرخ اليوناني هيرودوت، الذي كتب عن العادات والتقاليد المصرية في القرن الخامس قبل الميلاد، أن الناس في أون وصفوا له «طائر الفينيق». قالوا إنها عاشت 500 عام قبل أن تموت، وتحيي، وتبني بيضة جنائزية مع المر لجثة الأب، وتحملها إلى معبد الشمس في أون. وصفه لطائر الفينيق يشبهه بالنسر ذي الريش الأحمر والذهبي الذي يذكرنا بالشمس.
بعد فترة طويلة من هيرودوت، تطور الموضوع الذي ارتبط في النهاية بطائر الفينيق اليوناني، بالنار، المحرقة، ورماد الطائر المحتضر في التقاليد اليونانية.
يمكن اشتقاق اسم «فينيق» من كلمة «بينو» وانبعاثها وارتباطاتها بالشمس تشبه معتقدات بينو، إلا أن المصادر المصرية لا تذكر موت الإله.

## اختياره كاسم علمي للطائر
تم اكتشاف بقايا نوع من بلشون رمادي بحجم الإنسان، يعتقد أنه انقرض حوالي 1500 قبل الميلاد، في الإمارات العربية المتحدة. ربما كان هذا النوع هو النموذج الحيواني للمعبود بينو، لذلك أطلق عليها عالمة الآثار الدكتورة إيلا هوش من المتحف الجيولوجي في جامعة كوبنهاغن اسم بلشون رمادي بينو (Ardea bennuides).